# 后背鲈鲤
后背鲈鲤（学名：Percocypris retrodorslis）一种分布于中国云南省西部怒江和澜沧江流域淡水鱼，隶属于鲤科鲈鲤属。

## 分类
本种原被视为花鲈鲤（Percocypris regani），1990年被描述为鲈鲤（Percocypris pingi）的一个亚种。之后有学者将张氏鲈鲤（Percocypris tchangi）视为本种的同物异名。2013年，中国科学院昆明动物研究所的研究人员杨君兴、王茉、陈小勇结合分子系统学和形态学分析结果，重新修订了鲈鲤属的分类体系，将本种与张氏鲈鲤视为有效的独立物种。然而目前仍有很多资料将本种与张氏鲈鲤视为同物异名。

## 形态特征
正模标本全长312毫米，副模标本11尾，全长102～580毫米。身体侧扁，头部较大，鳞片较小。体侧在侧线以上散布不规则的黑色斑点，体侧中央常有一黑色宽条，其前段紧沿侧线下方向后逐渐与侧线重叠，延至尾鳍基部。